# Osman Nurmagomiedow
Osman Abdułwagabowicz Nurmagomiedow (ros. Осман Абдулвагабович Нурмагомедов; ur. 21 maja 1998) – rosyjski i od 2019 roku azerski zapaśnik startujący w stylu wolnym. Olimpijczyk z Paryża 2024, gdzie zajął ósme miejsce w kategorii do 86 kg. Srebrny medalista mistrzostw świata w 2023; brązowy w 2021 i 2022 roku. 
Wicemistrz Europy w 2023 i 2025; trzeci w 2021 i 2022, a także na igrzyskach solidarności islamskiej w 2021. Trzeci w Pucharze Świata w 2022. Mistrz świata U-23 w 2021. Drugi na ME U-23 w 2021 roku.